# Decipiphantes
Decipiphantes decipiens es una especie de araña araneomorfa de la familia Linyphiidae. Es el único miembro del género monotípico Decipiphantes.

## Distribución
Se encuentra en Rusia, Finlandia y Mongolia.